# Vindslebet sten
En vindslebet sten (også kaldet en vindpoleret sten eller en ventifakt) har en karakteristisk overflade bestående af jævne flader, som mødes i skarpe kanter. I Danmark kendes vindslebne sten mest fra det sydvestlige Jylland, hvor kvartsitter af og til viser disse overfladeformer.

## Dannelse
Overfladeformen dannes i ørkenagtige områder med løst sand, som i blæsevejr fyger hen over jordoverfladen og sliber de sten, som stikker op. I ørkener eller periglaciale miljøer, dvs i områder foran gletsjere, vil der kunne dannes afblæsningsflader, hvor sandet er blæst bort, så kun stenene ligger tilbage, og sådanne sten er ofte vindslebne.
Når en vindslebet sten viser flere facetter er det fordi stenen er blevet flyttet eller drejet undervejs i slibningsforløbet. Dette kan ske i områder med permafrost, når overfladen om sommeren tør op og af og til bliver flydende. Det kan også ske på afblæsningsflader, hvor sand under stenene blæses bort, så stenene kan blive undermineret, så de kæntrer.

## Forekomst
Løse sten eller faststående klippeformationer i ørkener viser ofte tegn på vinderosion.

### Danmark
Under sidste istid var den sydvestlige del af Jylland ikke isdækket, og området henlå uden vegetation, som en polar ørken, hvor vinden i tørre perioder kunne erodere overfladen og slibe facetter i stenene som lå der. Kemisk forvitring fik med tiden de fleste sten bestående af plutonske bjergarter som granit, gnejs og amfibolit til at smuldre til grus og sand, men kvartsitter, dvs sandsten næsten udelukkende bestående af kvarts, er meget modstandsdygtige over for kemisk forvitring, og de har derfor overlevet til i dag.[kilde mangler]